# Antonio Manetti
Antonio di Tuccio Manetti (Firenze, 6 luglio 1423 – Firenze, 26 maggio 1497) è stato un umanista, architetto e matematico italiano.
Si occupò anche di astronomia ed è soprattutto noto oggi come biografo di Filippo Brunelleschi.

## Biografia
Nato da Tuccio di Marabottino Manetti e da Cosa Adimari a Firenze, nel quartiere di Santo Spirito, fu iscritto come il padre nell'arte della seta. Nulla si sa dei suoi studi, ma nota è la sua passione per i libri. Si fece egli stesso una biblioteca copiando manoscritti, il primo dei quali è l'Arcadreo, un testo di astrologia di Gherardo da Cremona. Sulla sua copia Manetti scrisse: «Questo libro è d'Antonio di Tuccio di Marabottino Manetti, e scritto di sua propria mano; acchi è viene alle mani gli piaccia di renderlo, e prieghi Idio per lui. Compiuto negli anni del nostro Signore Yhu Xpo, 1441». Nello stesso manoscritto copiò le versioni in volgare dei Theorica planetarum dello stesso Gherardo da Cremona, dell'Imago mundi di Onorio d'Autun e dell'anonimo autore del De stellis fixis et imaginibus celi.
Testimonianza degli interessi scientifici di Manetti sono ancora la copia da lui fatta della Sfera d'Alfragano - versione di Zucchero Bencivenni del Tractatus de Sphaera di Giovanni Sacrobosco - e della Sanità del corpo di Aldobrandino da Siena, ancora tradotto da Bencivenni dall'originale francese Livres pour la santè garder, oltre che della Composizione del mondo di Restoro d'Arezzo.
Non si occupò soltanto di testi scientifici: un altro suo manoscritto contiene sonetti e canzoni di Dante, sonetti di Mariotto Davanzati, canzoni di Bindo Bonichi e una composizione dello stesso Manetti, il sonetto Veloce in alto mar solcar vedemo, in morte del Burchiello e dedicato al Davanzati. In due diversi manoscritti sono presenti tre altri sonetti di Manetti: il Giran destri pel ciel e il Fia ogni cosa chiara sempre bruna, e il Per sodisfare a tanto intellettivo, indirizzato a Filippo Lapaccini.
La fama di Antonio Manetti è legata soprattutto alla sua Vita di Filippo Brunelleschi, resoconto molto parziale nei confronti del geniale architetto, ma soprattutto fonte inesauribile di notizie sulla sua altrimenti piuttosto oscura vicenda. Nei manoscritti e nelle prime edizioni a stampa la biografia è preceduta dalla versione curata dal Manetti della più celebre novella spicciolata (cioè non inserita in una raccolta organica) del XV secolo, la Novella del Grasso legnaiuolo. La sua versione, che egli dichiara di aver raccolto dalle labbra di Brunelleschi stesso, e di aver completato con testimonianze di numerosi altri testimoni minutamente enumerati, è definita dalla critica la più letterariamente atteggiata delle numerose che ci sono giunte.
Altre opere sono la cosiddetta Notizia di Antonio Manetti a Giovanni di Niccolò Cavalcanti di Guido di Messer Cavalcante suo consorte, nella quale scrive leggendarie origini della famiglia Cavalcanti raccontando di avere sognato Guido, e le sue edizioni Dantesche;  della Divina Commedia,  del Convivio, delle Rime (di cui presenta anche una sua scelta) e della Vita di Dante del Boccaccio. Al suo lato di matematico appartengono numerosi calcoli sulle dimensioni fisiche dei Luoghi della Commedia, che furono utilizzate da altri commentatori.
Della sua attività di architetto si segnala il completamento della costruzione della chiesa di San Lorenzo a Firenze, iniziata da Filippo Brunelleschi.

## Gallery

La Divina Commedia di Dante, Antonio Manneti
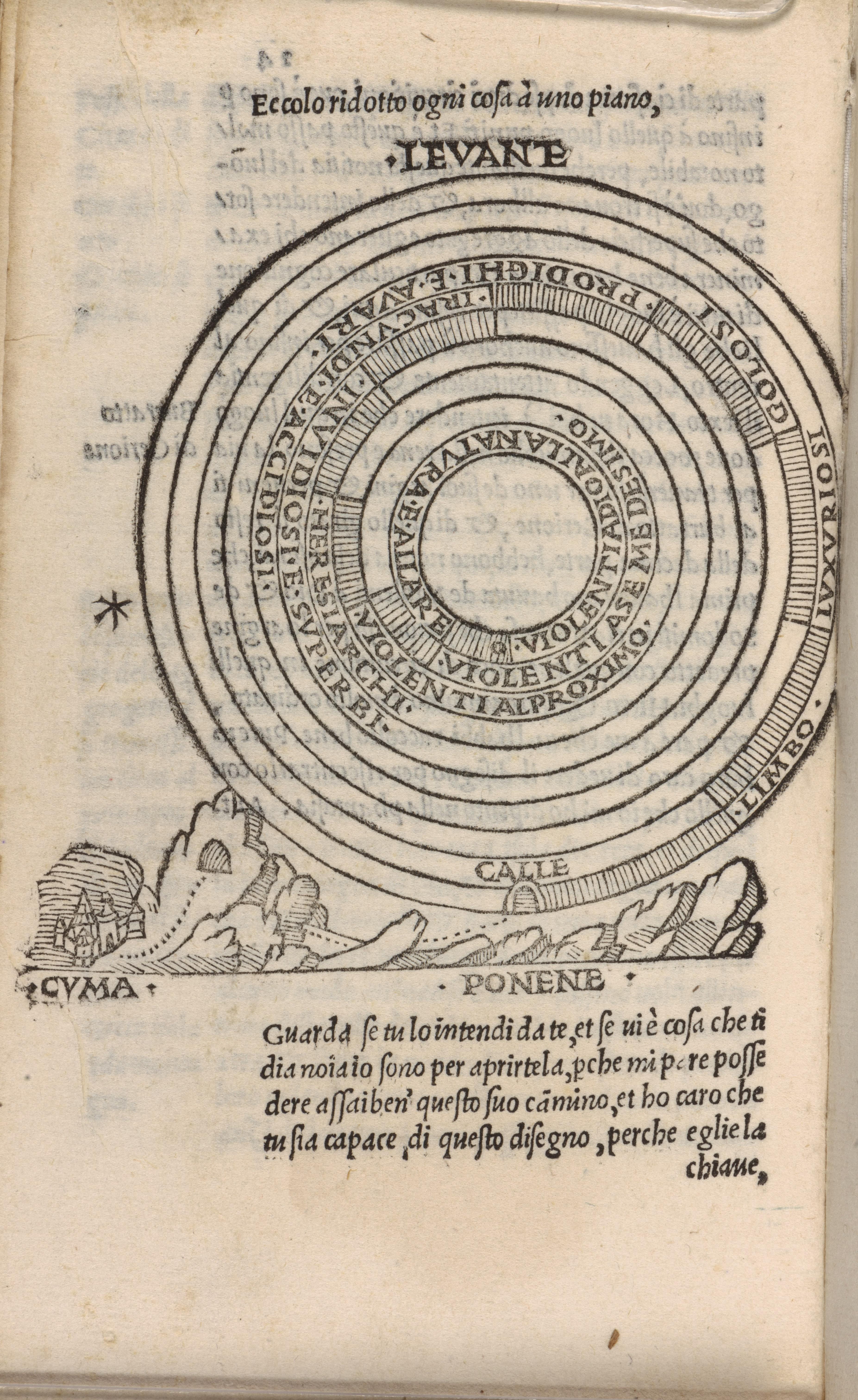
Eccolo ridotto ogni cosa a uno piano, 1506
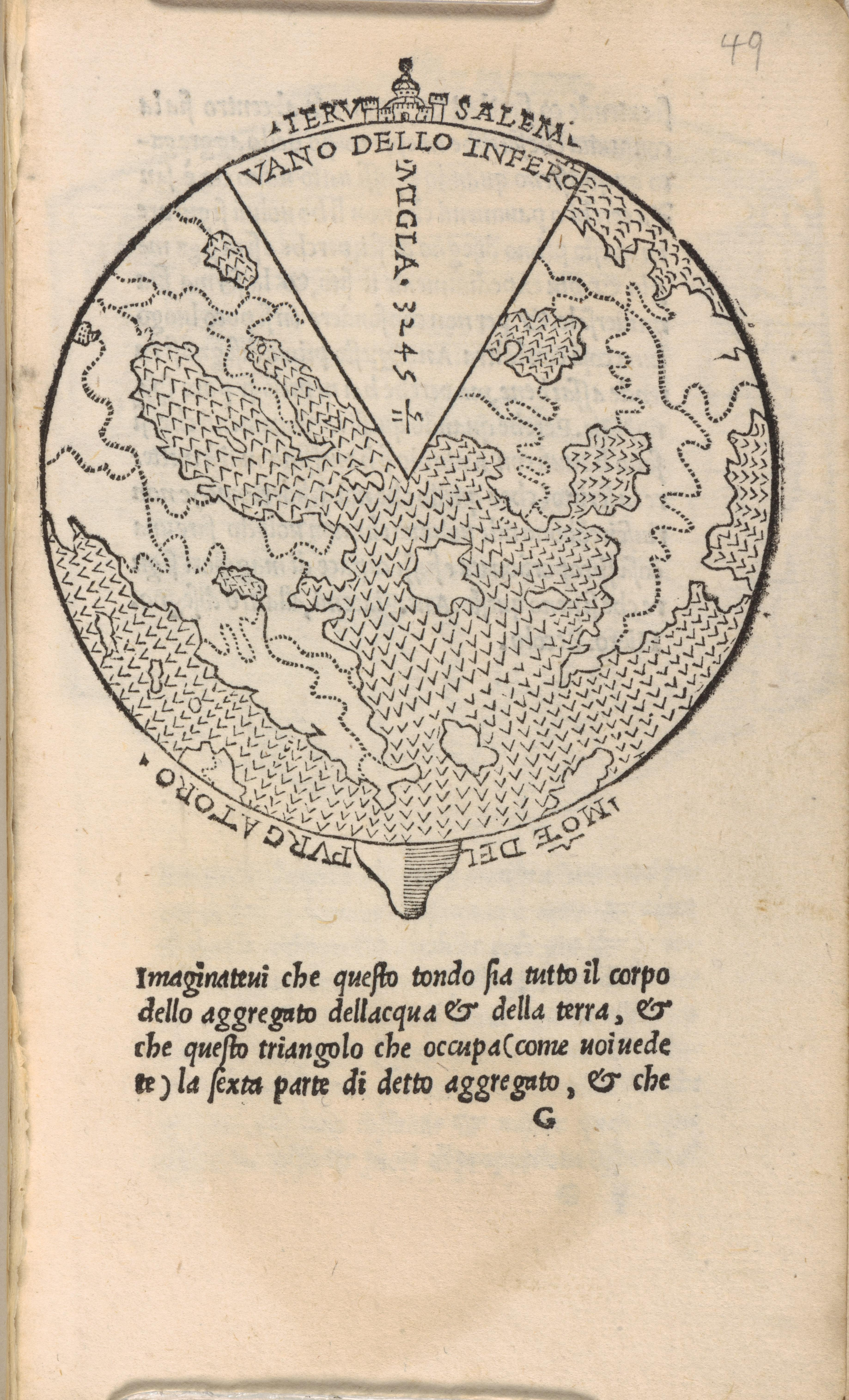
Vano Dello Infero, 1506
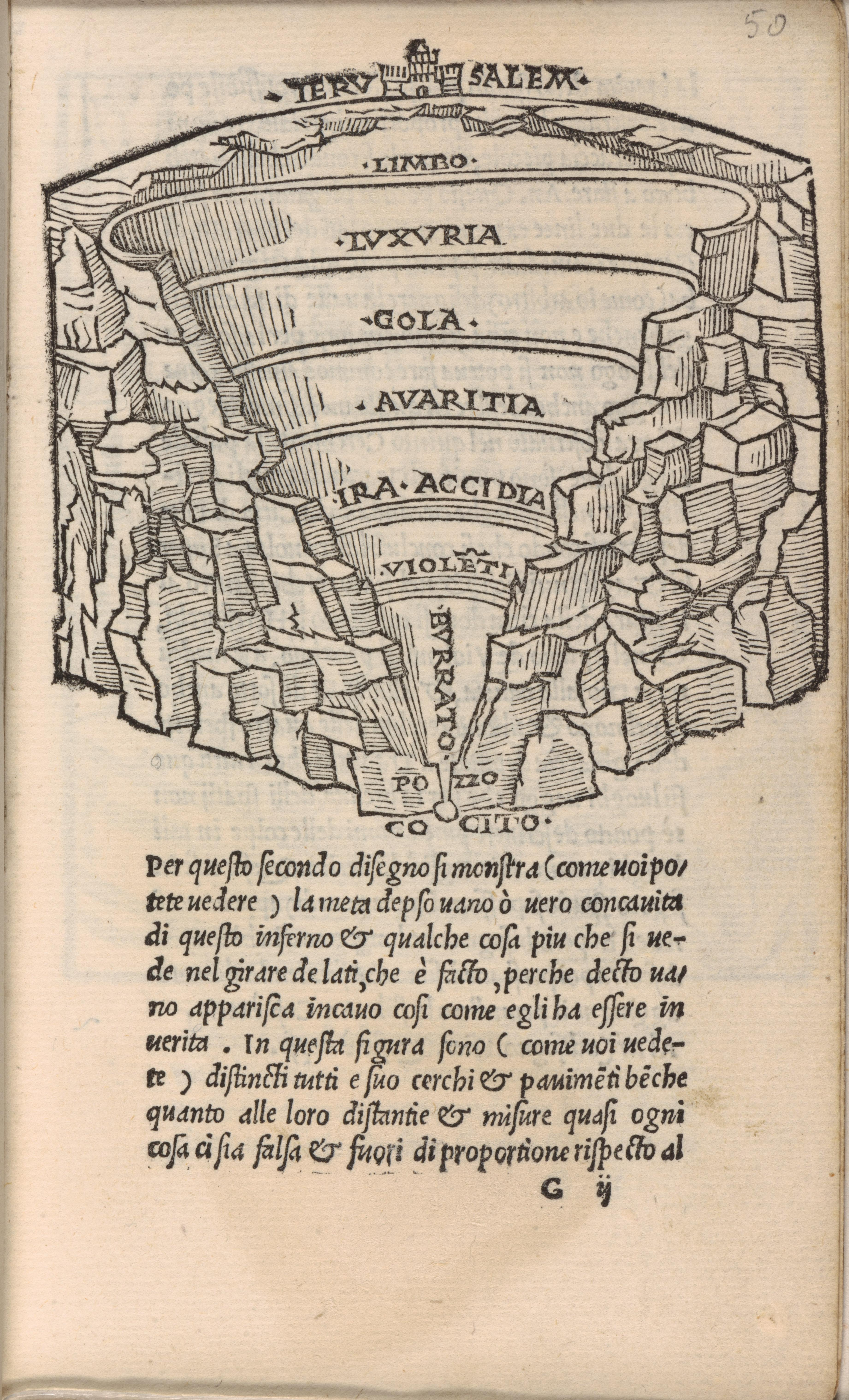
Senza Titolo, 1506
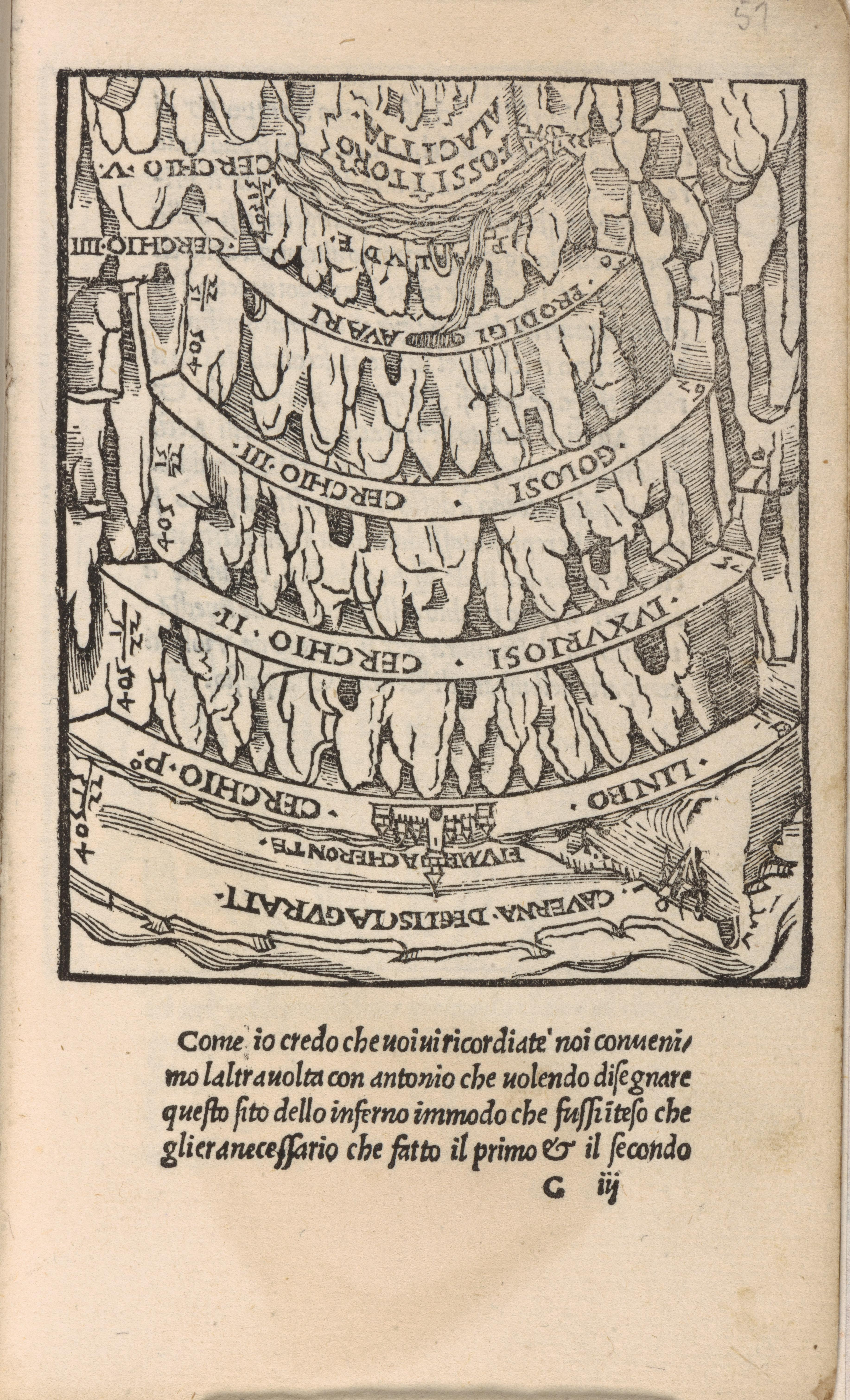
Senza Titolo, 1506
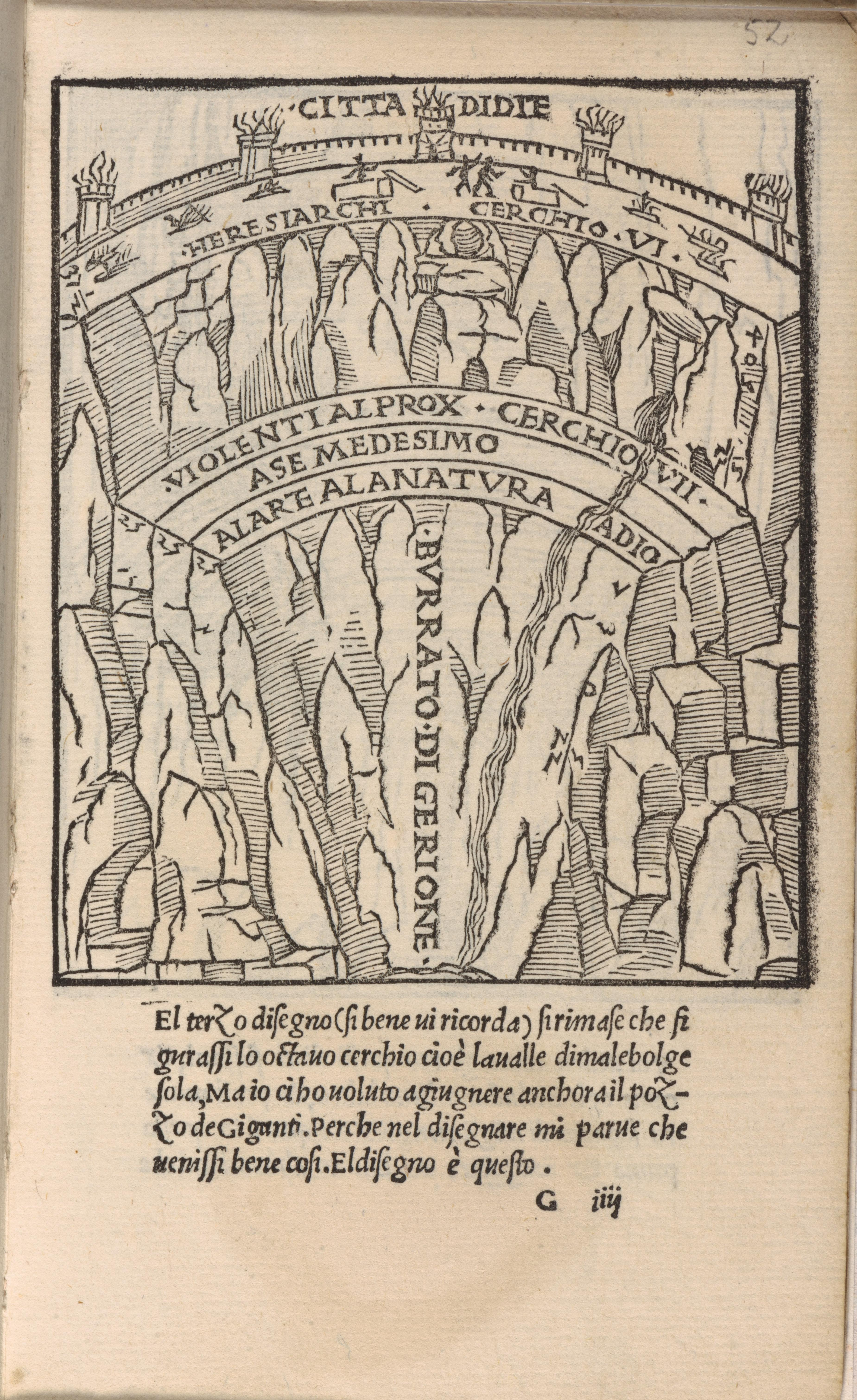
Senza Titolo, 1506
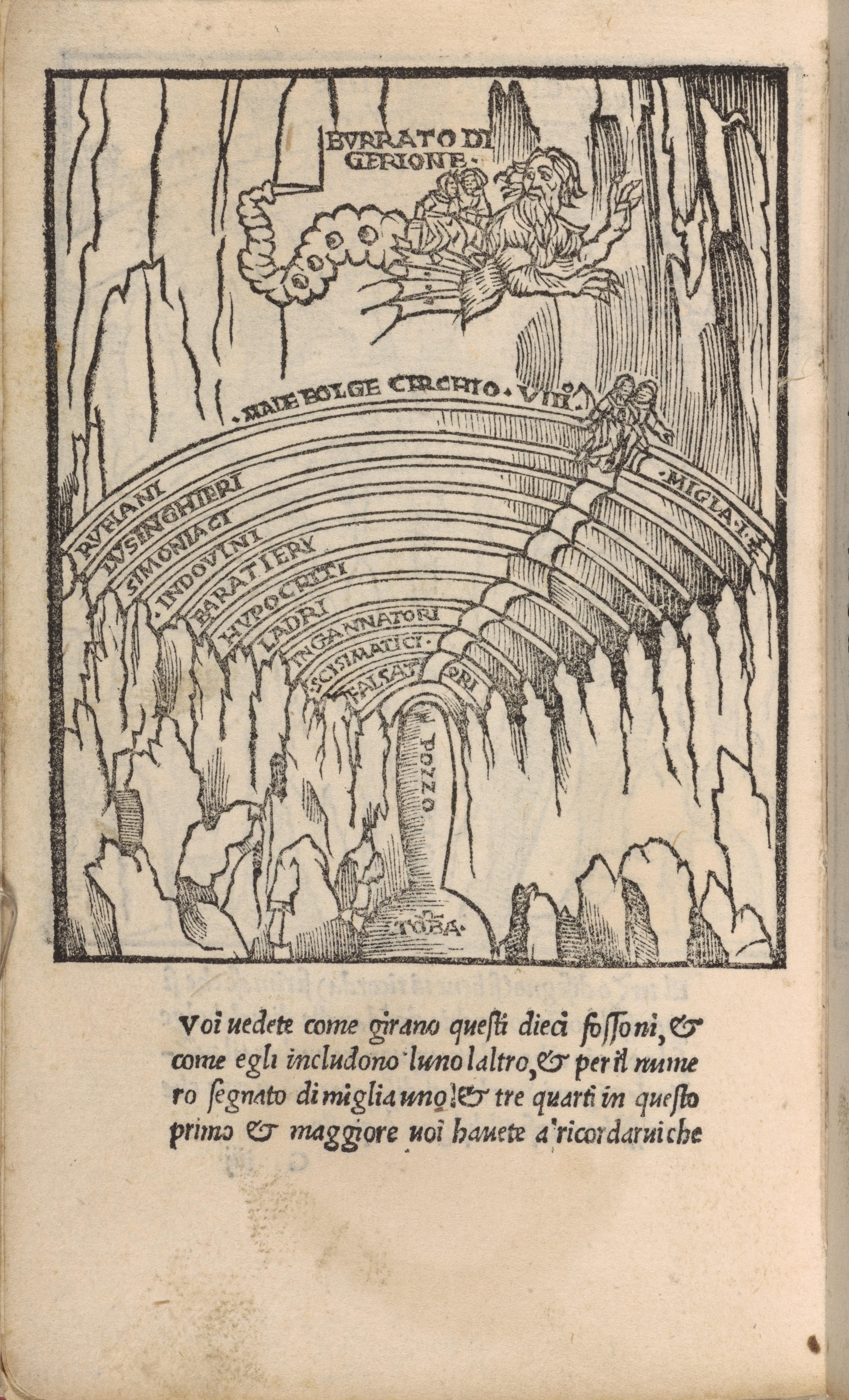
Burrato di Gerione, 1506
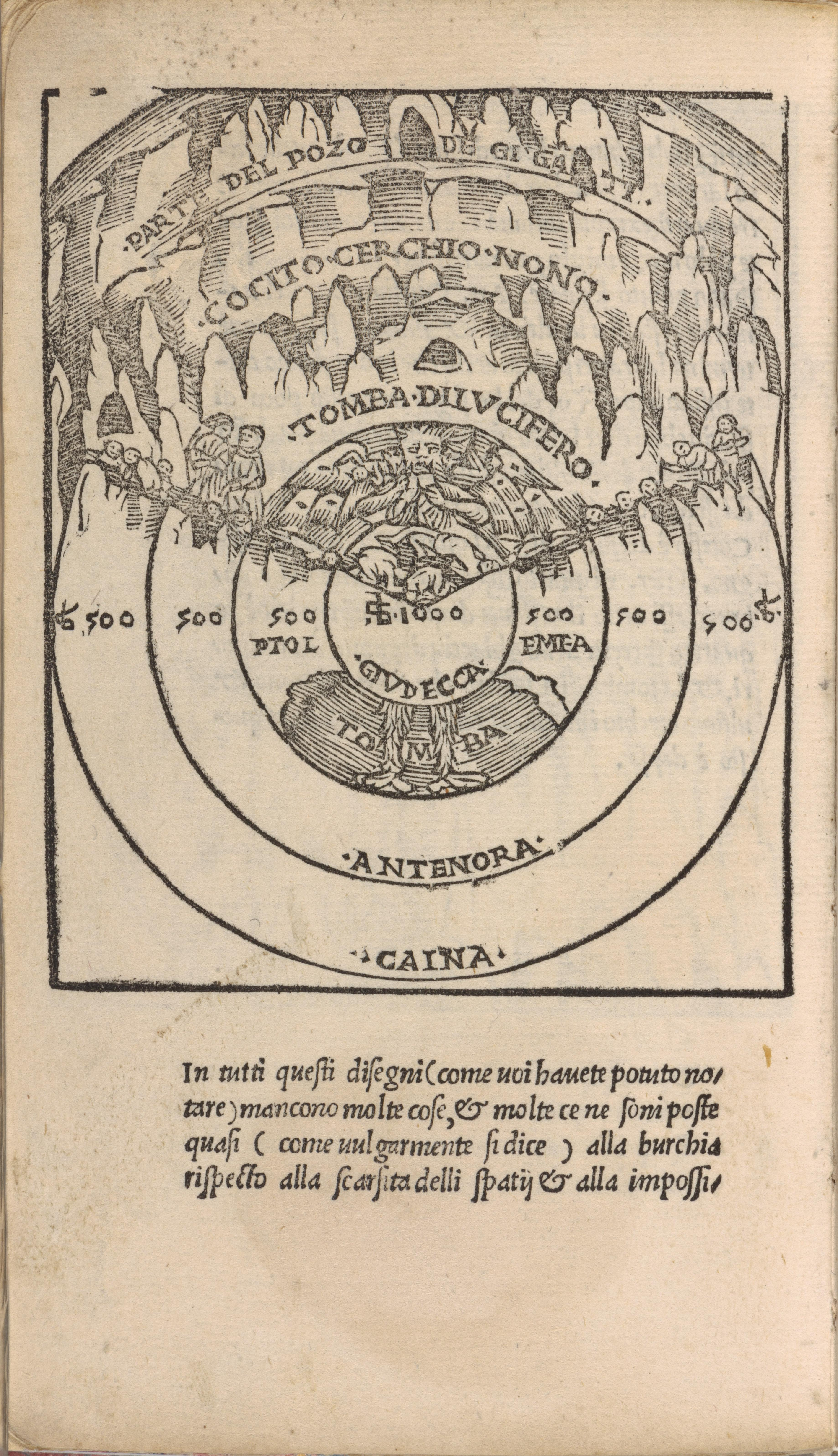
Tomba Di Lucifero, 1506